# Leccionario 50
El Leccionario 50, designado por la sigla ℓ 50 (en la numeración Gregory-Aland), es un manuscrito griego del Nuevo Testamento. Paleográficamente ha sido asignado al siglo XI.

## Descripción
El códice contiene enseñanzas del Evangelio, en 231 hojas de pergamino (37 cm por 27 cm). El texto está escrito en Caligrafía uncial, en dos columnas por página, 17 líneas por página. Contiene notas musicales.

## Historia
El manuscrito fue examinado por Christian Frederick Matthaei (fechado por el siglo XIV). En la actualidad el códice se encuentra en el Museo Estatal de Historia, en Moscú, Rusia. El manuscrito no se cita en las ediciones del Nuevo Testamento griego (UBS3).